# Rohan Thapa
Rohan Thapa és un fotògraf nepalés nascut el 1982 i resident a València.
Graduat en ciències polítiques pel College of Idaho i la UCLouvain, el 2012 començà a dedicar-se a la fotografia després d'estudiar a l'escola Blank Paper i, l'any següent, realitzà el primer projecte, In visible, sobre els pacients de ceguera intervinguts a l'Institut d'Oftalmologia Tilganga; el 2015 en féu la primera exposició individual al Nepal, a més de participar en el projecte Art Helps Nepal 2015 per a ajudar les víctimes del terratrèmol del Nepal de 2015 i en PhotoKatmandu. El 2017 publicà el primer llibre, Sutra, el qual presentà en diferents exposicions a Katmandú, Mumbai, Àmsterdam, Arles i València:
Sutra («lligam» en sànscrit) és una antologia dels primers projectes que desenrotllà, com Sunya, Eu.pnea, In visible i Pulse.
El 2018 tornà a participar en PhotoKatmandu junt amb Alejandro Acín i Julian Barón com a l'equip The Cage amb un taller anomenat 2075 Civil Press, en el qual estudiants d'art de la Universitat de Katmandú actuaven com a membres d'una redacció en resposta a l'actualitat sociopolítica.
El mateix any autopublicà Moksha (del sànscrit muc, मोक्ष, «alliberament, emancipació»), un conjunt de seixanta-sis imatges no relligades, impreses en roig sobre paper de carta amb el títol estampat en cada una, amb la proposta que el lector les reordene: el text principal, també en sànscrit però amb traduccions al final, expresa la voluntat de reflectir el postcolonialisme de la seua pàtria, des d'una òptica local.
Les fotografies, preses entre 2011 i 2015, pertanyen a diferents projectes anteriors com Sutra, del qual és un epíleg.
El 2021 inaugurà Bardo en el marc del festival Imaginària, una antologia de la seua obra que il·lustra sis poemes de sengles poetes fonamentals de la literatura nepalesa,
i fundà l'editorial POLVORA (sic) junt amb altres col·legues com Barón, Jorge Alarmar, Diego Arregui, Cayetano Bravo, Christian Robles, Manuel Vargas i Mario Zamora, amb la intenció de publicar llibres de fotografia amb tirades limitades i preus populars.